# Luciano Abeille
Luciano Abeille (ur. 1859 w Bordeaux, zm. 1949 w Buenos Aires) – argentyński lekarz, tłumacz i językoznawca.

## Życiorys
Urodził się w Bordeaux, tam też zdobył edukację podstawową i średnią. Przeniósł się następnie do Paryża, gdzie podjął studia medyczne. Po ich ukończeniu wyemigrował do Argentyny, osiadł w stołecznym Buenos Aires. Małżeństwo z kobietą z wpływowej argentyńskiej rodziny kreolskiej pozwoliło mu szybko wejść w kręgi ówczesnej elity. Zaprzyjaźnił się z Carlosem Pellegrinim, politykiem i późniejszym prezydentem Republiki. Dzięki jego wsparciu został mianowany wykładowcą języka francuskiego i łaciny w prestiżowym Colegio Nacional w stolicy. Z instytucją tą związany był zawodowo na przestrzeni trzech dekad. Od 1900 wykładał również w niedawno utworzonej Escuela Superior de Guerra, poświęcając się ze wzrastającą intensywnością pracy badawczej w zakresie językoznawstwa. Był członkiem licznych towarzystw naukowych, w tym paryskiego Towarzystwa Językoznawczego. Zmarł w Buenos Aires.
Był autorem cenionej gramatyki łacińskiej (Gramática latina), wydanej w 1896. Jego najbardziej znaną pracą jest jednakże Idioma nacional de los argentinos (1900). W publikacji tej Abeille próbował, odwołując się do argumentów niektórych nacjonalistów argentyńskich z okresu romantyzmu, dowieść istnienia w regionie La Platy odrębnego języka, całkowicie wolnego od wpływu języka hiszpańskiego z Hiszpanii czy innych regionów hiszpańskojęzycznej Ameryki. Wywołała ona ogromne kontrowersje, tak wśród sobie współczesnych odbiorców jak i późniejszych badaczy, stała się obiektem licznych ataków. Bywa czasem wskazywana jako przykład tekstu naukowego, którego celem było podważenie jedności języka hiszpańskiego. 